# ノルウェーの喫煙
ノルウェーの喫煙（ノルウェーのきつえん）では、ノルウェーにおける喫煙の諸相について記述する。

## 概要
ノルウェーでは、屋内、公共の建物、飛行機の搭乗または他の公共交通機関の手段を含んだ公共に開放されている他の場所で禁止されている。
ノルウェーではタバコを購入する法的年齢は18歳であるが、15歳の10%から12%が毎日または毎週喫煙し、成人の31%が毎日または時々喫煙する。喫煙者の全体の割合は減少している。

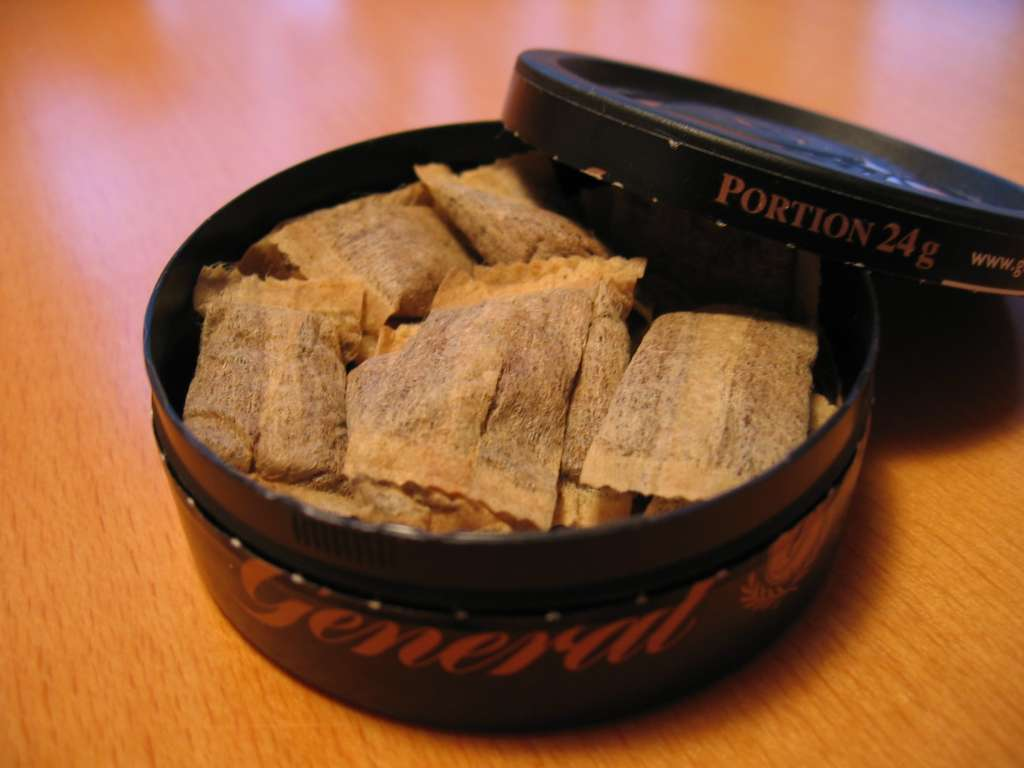
成人男性のおよそ17%と成人女性のおよそ4%がスヌースを毎日または時々使用する

2008年のノルウェーにおいて、成人男性のおよそ17%がスヌースを毎日または時々使用し、成人女性のおよそ4%がスヌースを毎日または時々使用した。2000年から2004年に高等学校において、男子の21%と女子の4%が嗅ぎタバコを毎日または時々使用した。多くの人々が喫煙と嗅ぎタバコ使用のいずれもする。
喫煙者の割合は民族的ノルウェー人よりノルウェーへの移民のほうが高い。喫煙者の割合が最も高いのはトルコ、イラン、ベトナム、パキスタンからの移民であると判明したようである。